# Hurrikan Nora (1997)
Hurrikan Nora war der vierzehnte benannte tropische Wirbelsturm und dabei der siebte Hurrikan der pazifischen Hurrikansaison 1997. Dieser Septembersturm bildete sich vor der Küste Mexikos im Pazifik. Die Bildung über warmem Wasser wurde durch El Niño erleichtert. Der Hurrikan erreichte Kategorie 4 auf der Saffir-Simpson-Hurrikan-Windskala.
Nora intensivierte und schwächte sich schnell wieder ab, bevor sie einen ungewöhnlichen Zugweg nahm und zweimal als Hurrikan in Niederkalifornien auf das Festland traf. Nachdem Pauline die kalifornische Küste getroffen hatte, erreichten ihre Überbleibsel die Südweststaaten der USA als Tropensturm, mit ausgiebigem Landregen und Überflutungen. Nora werden zwei direkte Tote in Mexiko zugeschrieben, aber auch ausgedehnte Stranderosion an der mexikanischen Küste, Sturzfluten in Niederkalifornien und Rekord-Niederschläge in Arizona. Nora reichte tief in das Landesinnere und ist erst der dritte bekannte tropische Wirbelsturm, der Arizona als tropisches System erreichte.

## Sturmverlauf

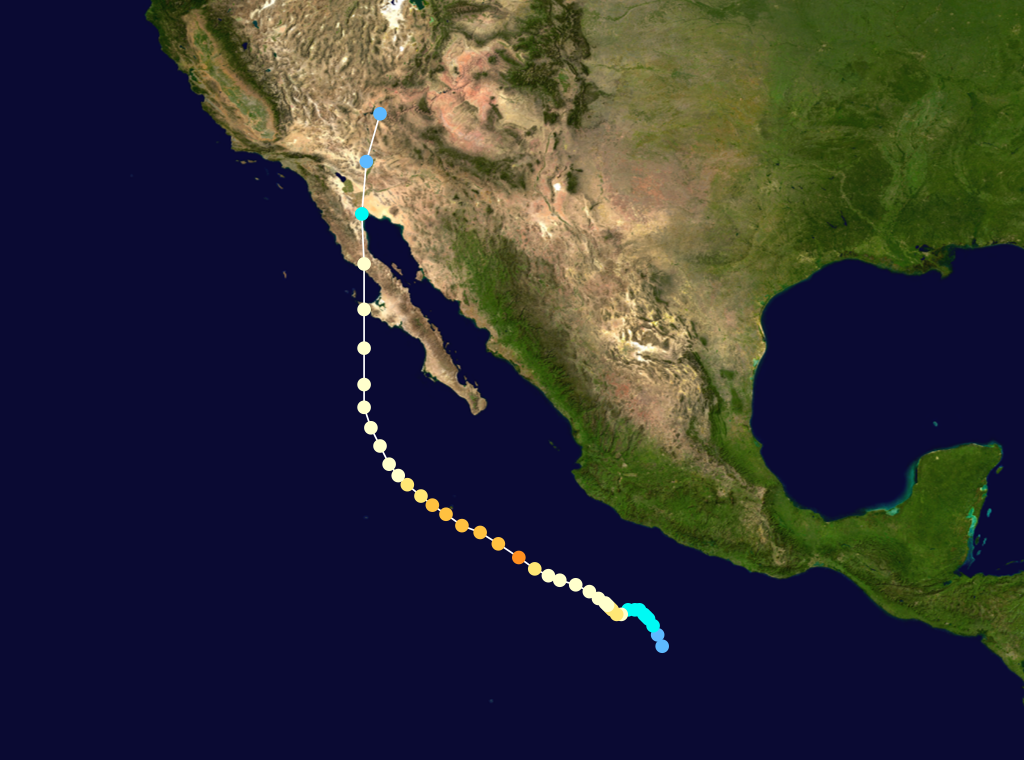
Zugpfad von Nora

Nora bildete sich am Morgen des 16. September 1997, etwa 460 km südwestlich der mexikanischen Hafenstadt Acapulco, Guerrero, aus derselben tropischen Welle, die zuvor bereits den Hurrikan Erika hervorgebracht hatte. Aufgrund von günstigen Bedingung, die mit El Niño zusammenhängen, erreichte die tropische Störung schnell eine ausreichende Konvektion und organisierte sich gut. Um 6 Uhr UTC bezeichnete das National Hurricane Center die Störung als Tropisches Tiefdruckgebiet Sechzehn-E. Einen halben Tag später hatte es ausreichend an Kraft gewonnen, um zum tropischen Sturm Nora heraufgestuft zu werden.
Ein Hochdruckgebiet über dem Norden Mexikos zwang den Sturm über die ersten paar Tage hinweg auf einen westnordwestlichen Kurs. Während dieser Phase fuhr Nora mit seiner Intensivierung fort und wurde ein Kategorie-1-Hurrikan am 18. September. Dann verlangsamte sich Nora und blieb für zwei Tage stationär. Das Auge verwischte und die Konvektion ging zurück. Es wird angenommen, dass dies aufgrund eines Rückganges der Temperaturen der Wasseroberfläche passierte. Das kühlere Wasser bremste Noras Winde von 165 km/h auf 120 km/h ab. Schließlich verließ Nora das Gebiet das kühlen Oberflächenwassers und bewegte sich parallel zur mexikanischen Westküste. Nach einer Periode der raschen Intensivierung erschien das Auge wieder und am 21. September erreicht Nora seinen Höhepunkt als Hurrikan der Kategorie 4 mit einem niedrigsten Luftdruck von 950 mbar und andauernden Winden von 210 km/h. Die Phase des Höhepunktes war kurz, da Nora wieder über kühleres Wasser geriet, als Folge von Hurrikan Linda. Dadurch schwächte die Windgeschwindigkeit Noras auf 130 km/h ab und das Auge brach am 23. September zusammen.

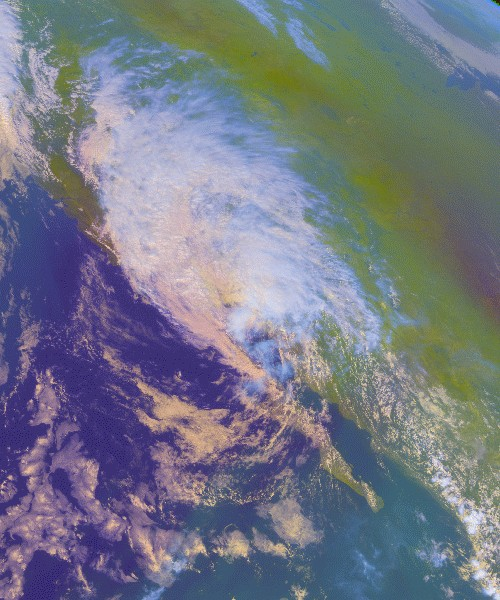
Hurrikan Noras Reste über dem Südwesten der Vereinigten Staaten

Nora überquerte dann ein Gebiet von außergewöhnlich warmem Wasser in der Nähe der Westküste Niederkaliforniens, wodurch der Hurrikan ein wenig an Stärke wiedergewann, bevor er zum ersten Mal bei Bahía Tortugas, Baja California Sur, das Festland erreichte. Als Nora über Land war, begann das Sturmgebiet über dem Golf von Kalifornien sich erneut zu verstärken. Hurrikan Nora traf dann zum zweiten Mal auf die Küste, etwa 95 km südsüdöstlich von San Fernando, Baja California.
Über dem Festland beschleunigte eine meteorologische Rinne Nora nordwärts und verursachte eine Zuggeschwindigkeit von 50 km/h. Am Abend des 25. Septembers erreichte Nora, immer noch in Stärke eines tropischen Sturmes das Gebiet der Vereinigten Staaten an der Grenze zwischen Kalifornien und Arizona. Nora begann dann rapide an Stärke zu verlieren und wurde drei Stunden später zu einem tropischen Tief abgestuft, als das Zentrum zwischen Blythe und Needles lag. Nora erreichte Arizona als immer noch tropisches System und war erst der dritte bekannte tropische Zyklon, der dies tat. Über Land fiel Nora zusammen und das in niedriger Höhe liegende Zentrum wanderte in Richtung Nord-Nordost. Die Überbleibsel der Drehbewegung überdauerten noch eine Weile und waren vermutlich für eine Phase von Winden verantwortlich, die vom Dopplerradar des National Weather Service in Cedar City, Utah beobachtet wurden und fast Hurrikanstärke erreichten. Diese Reste lösten sich mehr und mehr auf, als sie während der nächsten zwei Tage in nordöstlicher Richtung durch Teile von Utah, Colorado, Idaho und Wyoming zogen.

## Vorbereitungen
Obwohl Nora weitgehend von der Pazifikküste Mexikos Abstand hielt, veröffentlicht der Servicio Meteorológico Nacional (der nationale Wetterdienst) eine Hurrikanwarnung für die Küste zwischen Lázaro Cárdenas, Michoacán, sowie Puerto Vallarta, Jalisco und schloss mehrere größere Häfen an der Uferlinie für die Schifffahrt. Als der Sturm von der Festlandsküste abdrehte und Kurs auf die Halbinsel Niederkalifornien nahm, wurden etwa 500 Einwohner aus ihren Häusern in der Nähe von Cabo San Lucas, Baja California Sur evakuiert und in Notunterkünfte gebracht. Auch im Bundesstaat Sonora wurden etwa 50 Personen aus einem Fischerdorf in Guaymas in Sicherheit gebracht. Gleichzeitig gab der Wetterdienst Tropensturmwarnungen für die niederkalifornische Küste aus, welche den ganzen Golf von Kalifornien zwischen Santa Rosalía, Baja California Sur und Bahía Kino, Sonora, betrafen.
Am 24. September setzte die Gouverneurin von Arizona, Jane Dee Hull (Rep) Hilfsmaßnahmen in Kraft, mit denen der Bundesstaat auf die Blitzfluten reagieren wollte, die der Sturm den Erwartungen zufolge auf dem trockenen Wüstenboden Arizonas verursachen würde. In Yuma begannen die Anwohner mit dem Füllen von etwa 55.000 Sandsäcken, um eventuellen Überschwemmungen entgegenzuwirken. Hull aktivierte auch die Nationalgarde und schickte Anlagen zur Wasseraufbereitung und Stromerzeugung nach Yuma. Weiter im Landesinneren warnte der National Weather Service für den 26. September vor Sturzfluten; davon betroffen waren der Westen Arizonas, der Südosten Kaliforniens, der Südwesten Colorados, sowie der Süden Nevadas und Utahs.

## Auswirkungen

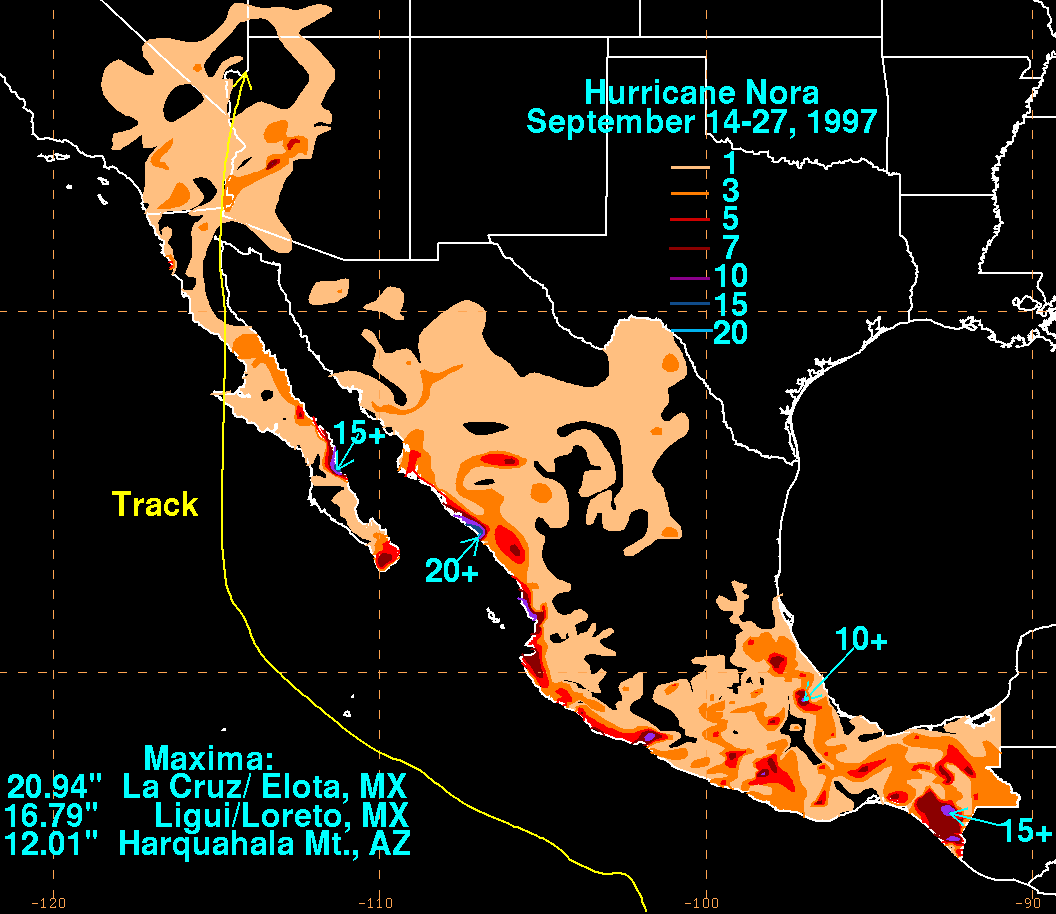
Nora Rainfall for Mexico and the United States

Hurrikan Nora verursachte zwei direkte Tote in Mexiko und drei bis vier indirekte in den Vereinigten Staaten. Obwohl die Gesamtschadenssumme nicht bekannt ist, hat Nora Kosten in Höhe von mehreren Hundert Millionen US-Dollar verursacht. Das System brachte große Mengen Starkregens in den Vereinigten Staaten und Mexiko mit sich, was Überflutungen und Stromausfälle verursachte.

### Mexiko

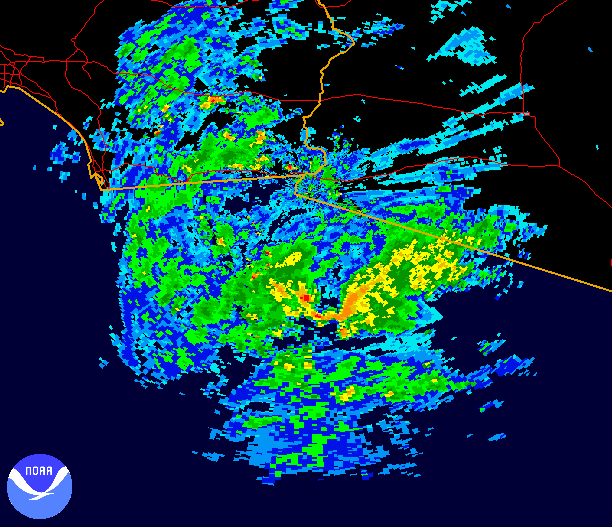
Hurrikan Nora über dem Norden Mexikos auf dem Radarschirm von Yuma, Arizona.

Nora tötete zwei Personen in Mexiko: eine Person wurde durch einen Stromschlag durch eine herunterhängende Stromleitung in Mexicali getötet und ein Taucher ertrank in einer von Nora verursachen starke Unterwasserströmung vor der Küste von San Quintín.
Obwohl das Rotationszentrum von Nora weit vom südwestlichen Festland Mexikos Abstand hielt, wurden bis zu 6 m hohe Wellen gemeldet, die auf die Küste trafen und dutzende von Häusern zerstörte. Noras Winde verursachten raue See und hohe Wellen, die wesentliche Stranderosionen verursachten, speziell im Bereich um Acapulco, wo der Strand in Pie de la Cuesta weggespült wurde. In den Bundesstaaten Guerrero und Jalisco ließ Nora Bäume umstürzen und unterspülte die Fundamente von Häusern, ohne jedoch Personenschäden zu verursachen.
Heftige Regenfälle gingen auch am nördlichen Rand des Sturmgebietes nieder, wobei die höchsten Werte mit 532 mm in La Cruz/Elota und 426 mm in Ligüí/Loreto gemessen wurden.
Etwa 350 bis 400 Einwohner wurden durch die Fluten in der Stadt Arroyo de Santa Catarina im Norden Baja Californias obdachlos. Schwere Schäden und Überflutungen wurden aus San Felipe gemeldet, das am nordwestlichen Ende des Golfes von Kalifornien liegt, einschließlich ausgedehnter Stranderosion. Lokale Straßen und Überlandrouten wurden zerstört und der Hafen der Stadt wurde schwer in Mitleidenschaft gezogen. Am nordöstlichen Ufer in Puerto Peñasco riss Nora Bäume, Billboards, Stromleitungen oder Kioske um und riss Verkleidungsmaterial von den Häusern. Die Wellenhöhe dort erreichte 3 m.

### Vereinigte Staaten
In den Vereinigten Staaten gab es keine direkten Toten durch den Hurrikan. Die California Highway Patrol allerdings schreibt drei oder vier Verkehrsunfallopfer im südlichen Kalifornien dem Wetter zu.
Der Gesamtschaden in den Vereinigten Staaten wurde nicht ermittelt, aber Übersichten, die durch die Medien erstellt wurden, ergaben Verluste in der Landwirtschaft, die auf mehrere Hundert Millionen US-Dollar geschätzt wurden und eine Studie nennt diesbezüglich die Summe von 150–200 Millionen US-Dollar. Der Schaden an den Zitronenbäumen in Südkalifornien wurde auf 30–40 Millionen geschätzt. Trotzdem Nora schon lange vorher Hurrikanstärke verloren hat, wurden Winde im Dixie National Forest in südwestlichen Utah beobachtet, die fast Hurrikanstärke erreichten und wo Böen die Spitzen großer Bäume abrissen.
Das Wetterradar von Yuma zeigte ein kleines Gebiet an der niederkalifornischen Küste zum Golf von Kalifornien, in dem fast 250 mm Regen fielen. In den Vereinigten Staaten wurde die größte Regenmenge in den Harquahala Mountains in Arizona verzeichnet, wo 304 mm Niederschlag gemessen wurden, die zu Sturzfluten im westlichen Arizona führten.
In der Nähe von Phoenix verursacht der Sturm den Bruch eines kleinen Staudammes, den Narrows Dam. An anderen Orten in Arizona, Kalifornien, Nevada und Utah sind die mehr als 75 mm Niederschlag vergleichbar mit der Menge Regen, die sonst in einigen dieser Gebiete im langjährigen Durchschnitt fällt. Überflutungen ereigneten sich auch in Somerton, San Diego, El Centro, Palm Springs und Indio, etwa 12.000 Einwohner verloren die Stromversorgung in Yuma, Los Angeles und im Südwesten Utahs.
Trotz der verursachten Schäden hat die World Meteorological Organization den Namen Nora nicht während der Sitzung im Frühjahr 1998 von der Liste der Namen tropischer Wirbelstürme gestrichen und deswegen wurde Nora auch während der Pazifischen Hurrikansaison 2003 verwendet und ist auch auf der Liste der Namen, die im Jahr 2009 verwendet wird.